# Katja Stam
Katja Stam (Emmen, 3 oktober 1998) is een Nederlands beachvolleybalster die in 2021 namens Nederland deelnam aan de Olympische Spelen in Tokio waar ze een team vormde met Raïsa Schoon en strandde in de tussenronde voor de achtste finales.  Op 19 april 2022 behaalde ze een eerste keer samen met Raïsa Schoon de 1e plaats op de wereldranglijst.